# Jorge Alonso Martín
Jorge Alonso Martín (Salamanca, España, 5 de enero de 1985) es un futbolista español. Jugó de centrocampista. Su hermano Jose Ángel fue jugador del Elche CF.

## Trayectoria
Jorge Alonso es un futbolista, que creció en la localidad de Sepulcro-Hilario, formado en la cantera de la Unión Deportiva Salamanca. Destacó en cada categoría del fútbol base, donde en el Juvenil A de División de Honor Juvenil que quedó campeón de liga en su grupo, fue pieza clave lo que le valió para formar parte de la Selección Española sub-20.
Tras 15 años jugando en el club salmantino y quedar libre, fichó por el Hércules en junio de 2009 por dos temporadas.
Se ha hablado muchas veces del interés del Sevilla F. C. por el jugador salmantino, pero no se ha conseguido realizar el fichaje por parte del club hispalense.
El 29 de julio de 2010 firma un contrato con el Real Valladolid de 3 temporadas de duración.
El 31 de agosto de 2012 firma con el Racing de Santander. Tan solo disputa 14 partidos de liga (8 como titular) y la temporada termina con el descenso del equipo a 2ª B.
El 31 de agosto de 2013 firma por el CD Leganés, equipo que milita en el grupo 2 de 2ª B.
En enero de 2014 se marcha a jugar a Israel al Bnei Sakhnin F.C.. 
En enero de 2015 regresa a España para jugar con en CD Guijuelo hasta final de temporada.
Después de su periplo por la India y República Dominicana, el 27 de noviembre de 2017 comenzó a entrenar con Unionistas de Salamanca Club de Fútbol. Un mes después firmó su contrato para jugar lo que resta de temporada en este club.

## Selección nacional
Ha sido internacional con la Selección de fútbol de España sub-20.

## Clubes
| Club                      | País                 | Periodo   | Liga PJ (G) | Copa PJ (G) |
| ------------------------- | -------------------- | --------- | ----------- | ----------- |
| UD Salamanca B            | España               | 2003-2004 |             | 0 (0)       |
| UD Salamanca B            | España               | 2004-2005 |             | 0 (0)       |
| UD Salamanca              | España               | 2004-2005 | 1 (0)       |             |
| UD Salamanca              | España               | 2005-2006 | 36 (8)      |             |
| UD Salamanca              | España               | 2006-2007 | 9 (1)       | 1 (0)       |
| UD Salamanca              | España               | 2007-2008 | 32 (7)      | 0 (0)       |
| UD Salamanca              | España               | 2008-2009 | 36 (13)     | 1 (0)       |
| Hércules CF               | España               | 2009-2010 | 19 (0)      | 5 (0)       |
| Real Valladolid           | España               | 2010-2011 | 19 (4)      | 3 (1)       |
| Real Racing Club          | España               | 2012-2013 | 0 (0)       | 0 (0)       |
| CD Leganés                | España               | 2013-2014 | 0 (0)       | 0 (0)       |
| Bnei Sakhnin F.C.         | Israel               | 2014      | 0 (0)       | 0 (0)       |
| CD Guijuelo               | España               | 2015      | 0 (0)       | 0 (0)       |
| Atlético de Kolkata       | India                | 2015-2016 | 0 (0)       | 0 (0)       |
| Atlético San Cristóbal FC | República Dominicana | 2016-2017 | 0 (0)       | 0 (0)       |
| Unionistas                | España               | 2017-2018 | 0 (0)       | 0 (0)       |

## Palmarés

### Campeonatos nacionales
| Título               | Club         | País   | Año       |
| -------------------- | ------------ | ------ | --------- |
| Segunda B (Grupo II) | UD Salamanca | España | 2005-2006 |